# 伊韋塔·梅爾澤
伊韋塔·梅爾澤（捷克語：Iveta Benešová，1983年2月1日—）是一位捷克退役女子网球选手，生於捷克莫斯特。

## 職業生涯

### 2006~2008年
2006年澳網，貝內索娃在第二輪擊敗法國名將兼前世界第一玛丽·皮尔斯，後來在下一輪敗給另一位宣布復出網壇前世界第一玛蒂娜·辛吉斯。
2008年法網，貝內索娃闖進第三輪，第三輪擊敗15種子兼同胞好手妮科莱·瓦伊迪索娃。
2010年摩洛哥非斯，她在決賽擊敗了羅馬尼亞的西莫娜·哈勒普，贏得自2004年以來的第一個單打冠軍。

## 外部連結
- 伊韋塔·梅爾澤的国际女子网球协会官方資料（英文）
- 伊韋塔·梅爾澤的國際網球總會 職業／青少年 官方資料（英文）
- Fed Cup - Player profile - Iveta MELZER (CZE) （页面存档备份，存于）